# Низька навколоземна орбіта

Порівняння розміру орбіти GPS, ГЛОНАСС, Галілео, Бейдоу-2 та Іридіуму, Міжнародної космічної станції, космічного телескопа Габбл та геостаціонарної орбіти (та орбіти захоронення) з радіаційними поясами Ван Аллена та Землею в масштабі.
Орбіта Місяця приблизно в 9 разів більша за геостаціонарну орбіту.

Низька навколоземна орбіта (ННО, англ. low Earth orbit, LEO) — умовна сфера навколо Землі від поверхні до висоти 2 тис. км над рівнем моря. Найчастіше використовується на позначення орбіти космічного апарата навколо Землі, що має висоту в межах від 160 км (з орбітальним періодом близько 88 хв.) до 2 тис. км (приблизно 127 хв.).
Апарати, що перебувають на меншій висоті, швидко гальмуються молекулами повітря у термосфері і згорають, увійшовши у щільні шари.
Вище розташована середня навколоземна орбіта.
Якщо орбіта використовується як проміжна при виведенні космічних апаратів на інші орбіти, то вона називається низька опорна орбіта.

## Використання
Більшість космічних апаратів (зокрема пілотованих) перебувають на низькій навколоземній орбіті.
Оскільки ця орбіта розташована недалеко від поверхні Землі, запуск супутників не потребує тривалого часу. Повернення на Землю або знищення в атмосфері після закінчення роботи теж не потребує багато часу.

## Проблеми
Наявність розріджених атмосферних газів унеможливлює тривале перебування космічних апаратів на цій орбіті. Апарати гальмуються атмосферою і швидко згорають у щільних шарах.
Апарати на цій орбіті обертаються дуже швидко. Наприклад, на висоті 160 км політ відбувається зі швидкістю 26 000 — 27 000 км/год, один оберт триває приблизно 90 хв. Такі параметри орбіти ускладнюють роботу супутників зв'язку, метеорологічних.
Переповненість орбіти космічним сміттям ускладнює запуск і польоти космічних апаратів.